# Fredrik II av Anhalt

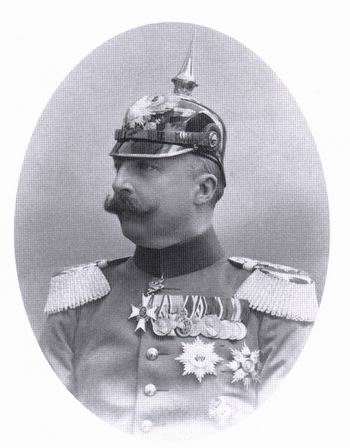
Fredrik II av Anhalt.

Fredrik II av Anhalt, född 19 augusti 1856 i Dessau, död 21 april 1918 i Ballenstedt; hertig av Anhalt 1904-1918.
Son till Fredrik I av Anhalt.
Gift (2 juli 1889) med Marie av Baden (1865-1939), dotter till Wilhelm av Baden och Maria av Leuchtenberg, syster till Max av Baden.
Han avled utan arvingar och efterträddes först av sin bror Eduard och sedan av dennes son Joachim Ernst av Anhalt.